# Те-Ке
Тип 97, «2597», «Те-Ке» (яп. 九七式軽装甲車 テケ, Kyū-nana-shiki kei sōkōsha Teke) — японський малий танк часів Другої світової війни. За західною класифікацією відносився до танкетки. Був розроблений для заміни застарілого малого танка Тип 94 і знаходився у виробництві з 1937 р. по 1942. Мав вдалу конструкцію та активно використовувався в Китаї, Бірмі, Малайї та на островах Тихого океану до самого кінця війни.
У військах «Те-Ке» застосовувався зазвичай для розвідки, зв'язку та завдань охорони, але високі для свого класу характеристики дозволяли деколи використовувати його і для підтримки піхоти. Крім цього, як і більшість танкеток, він використовувався в ролі броньованого тягача.

## Історія створення
Очевидна слабкість озброєння малого танка Тип 94 змусила японців шукати можливості його посилення вже незабаром після початку серійного випуску. В 1935 р. був побудований прототип з 37-мм гарматою, але розрахована на кулемет башта виявилася занадто тісною, а гармата — занадто потужною для настільки легкої машини. У вересні 1937 р. фірмою «Міцубісі» був побудований перший прототип нового танка, який зберігав компоновку танка Тип 94 з переднім розташуванням двигуна. Незважаючи на те, що випробування показали значну його перевагу над попередниками, було вирішено відмовитися від передньомоторного компонування через те, що розміщення командира та механіка-водія в різних відсіках заважало координації дій екіпажу. До листопада того ж року був готовий другий прототип танка, з розміщенням двигуна в кормовій частині танка, а механіка-водія та командира — в об'єднаному передньому відділенні. Також, переміщення моторного відділення дозволило змінити конструкцію двигуна, підвищивши його потужність з 60 до 65 к. с. За результатами випробувань обох прототипів, найкращим був визнаний варіант класичної компоновки, який і був прийнятий на озброєння під позначенням Тип 97.
Серійно «Те-Ке» випускався з 1937 р. по 1942; загальний випуск, за різними даними, склав від 593 до 616 машин, не рахуючи конструкцій на його базі, переважна більшість з яких було вироблено в 1939 р. — 1940 р. роках.

## Конструкція
Компонування танка із заднім розташуванням двигуна та переднім — агрегатів трансмісії. Відділення управління об'єднано з бойовим. Екіпаж складався з двох осіб — механіка-водія та командира, що виконував також функції навідника-заряджаючого. Радіостанція на танках була відсутня.
Корпус танка збирався з катаних поверхнево загартованих броньових листів на каркасі з підкладних труб і куточків, за допомогою болтів та заклепок, в деяких місцях за допомогою зварювання. Сильно нахилена верхня лобова деталь мала товщину 12 мм, а бортові листи з меншими кутами нахилу мали, що дуже незвично для танків, велику товщину — 16 мм. З внутрішньої сторони корпусу кріпилася азбестова підбивка, яка частково захищала екіпаж від осколків та рикошету куль, а також оберігала від ударів об броню. Які-небудь оглядові прилади були відсутні, всі спостереження за полем бою велися через оглядові щілини, не закриті бронестеклами. У корпусі й башті танка були бійниці для стрільби з особистої зброї, які закривалися заслінками.
Основним озброєнням танка була 37-мм гармата Тип 94, з клиновим затвором, аналогічна гарматі легкого танка «Ха-Го» ранніх випусків. Її бронебійний снаряд масою 0,67 кг при початкової швидкості 575 м/с на дистанції 300 м пробивав 35 мм броні при куті зустрічі 90 °. Гармата встановлювалося у башті на вертикальних та горизонтальних цапфах, що дозволяло крім вертикального наведення здійснювати також обмежену наводку в горизонтальній площині без повороту башті. Будь-які механізми наведення, як і на інших ранніх японських танках, були відсутні, наведення здійснювалося хитанням гармати за допомогою спеціального плечового упору. Боєкомплект гармати становив 66 бронебійних та осколково-фугасних унітарних пострілів. Після модифікації на «Те-Ке» ставився також 7,7-мм кулемет Тип 97, спарений з гарматою. Боєкомплект кулемета становив 1750 патронів.
На танках «Те-Ке» встановлювалися рядні 4-циліндрові двотактні дизелі «Ікегаі» повітряного охолодження, потужністю 60 к. с. Трансмісія танка складалася з головного редуктора, чотириступеневої коробки передач, карданного валу, бортових фрікціонів та одноступінчатих бортових редукторів.
Ходова частина виконувалась за схожою з Тип 94 пізніх серій схемою, з чотирма опорними котками та опущеним на землю лінивцем, але, на відміну від Тип 94, опорні котки були здвоєними, а лінивець значно збільшився в діаметрі. Підвіска була виконана за стандартною для японських танків конструкції Т. Хара — попарно підвішені на балансирах опорні колеса за допомогою системи важелів з'єднувалися з укритими в розташованих уздовж корпусу поздовжніх трубах спіральними пружинами. Гусениці сталеві, дрібноланкові з відкритим шарніром, з кроком трака 76 мм та шириною 200 мм.

## Машини на базі «Те-Ке»

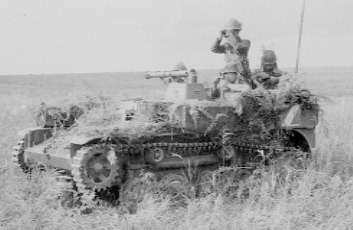
Машина артилерійських спостерігачів «Те-Ре»

У ході японських довоєнних експериментів з радіокерованими танками, на базі «Те-Ке» була побудована машина для управління радіокерованими танкетками «Нагаяма» на полі бою, але до серійного випуску справа так і не дійшла.

### Тип 98, «Со-Да»
Оскільки використовувати достатньо досконалий «Те-Ке» як броньований тягач, як старі Тип 94, було нераціонально, на його базі в 1938 р. був створений бронетранспортер, призначений для перевезення вантажів або особового складу, а також для використання в ролі броньованого тягача. Двигун був перенесений в передню частину злегка подовженого корпусу, внаслідок чого у відкритому зверху корпусі «Со-Да» міг перевозити 4—6 людей десанту. Було побудовано близько півсотні машин. На базі «Со-Да» випускалися також спеціалізовані машини, такі як машина артилерійських спостерігачів, кабелеукладач, машина для запуску розвідувальних аеростатів та імпровізована 37-мм або 47-мм протитанкова САУ, подібна за конструкцією САУ «Со-То».

## Бойове застосування
Перше бойове застосування «Те-Ке» відбулося вже в 1939 р., коли 4 машини зі складу 3-го танкового полку взяли участь у боях на Халхін-Голі. «Те-Ке» участі в лобових атаках на радянські позиції не брали, а використовувалися за призначенням, внаслідок чого залишилися в числі небагатьох уцілілих в тих боях японських танків.
З початком війни на Тихому океані, «Те-Ке», поряд з усе ще численними у військах Тип 94, застосовувалися майже скрізь, де вели бої японські війська. Малі танки зазвичай зводилися в окремі танкові роти і займалися веденням розвідки, а також застосовувалися як зв'язкові машини. Тому в боях вони брали участь порівняно рідко, незважаючи на те, що за своїми параметрами лише небагатьма параметрами поступалися легким танкам «Ха-Го». Невеликі маса і розміри дозволяли часом застосовувати «Те-Ке» для підтримки піхоти там, де не могли пройти навіть легкі «Ха-Го», наприклад, під час наступу в Малайї в грудні 1941 р. — січні 1942 року.
Після 1945 р. більшість «Те-Ке», поряд з іншою бронетехнікою, захопленої радянськими військами при розгромі Квантунської армії, були передані Народно-визвольної армії Китаю, в якій вони використовувалися до кінця 1950-х років.

## Оцінка машини

### Конструкція
«Те-Ке» був достатньо типовим продуктом японського танкобудування періоду Другої світової. Корпус машини був вкрай вжатий навіть за японськими мірками, що, хоч і дозволило збільшити захищеність танка, значно погіршувало умови роботи екіпажу. Наприклад, для відкриття люка механіка-водія доводилося відвертати башту, оскільки в противному випадку люк блокувався стволом гармати. У разі пожежі танка заклинювання башти могло коштувати механіку-водію життя. Через одномісну башту на командира лягали також обов'язки з обслуговування гармати, що аж ніяк не полегшувало виконання його основних обов'язків. Ще одним наслідком вжатого компонування була відсутність радіостанції навіть на машинах пізнішого випуску, що серйозно знижувало ефективність танка в розвідувально-зв'язковий ролі. Крім цього, бідою «Те-Ке», як і іншої японської бронетехніки, була відсутність оглядових приладів, оскільки відкриті оглядові щілини створювали великий ризик ураження екіпажу свинцевими осколками або навіть випадковими кулями.
Недоліком «Те-Ке» раннього випуску була і відсутність кулемета, але на більш пізніх машинах це було виправлено, причому кулемет був розміщений в спареній з гарматою установці — дуже незвичайне рішення для японських танків, навіть на пізніх зразках яких зберігалася установка кулемета в кормі башти, незважаючи на продемонстровану на практиці невдалість такого рішення.

### Оцінка бойового застосування
Під час Другої світової японці порівняно успішно використовували свої малі танки, збираючи їх в окремі роти та окремі взводи штабного резерву, призначалися для розвідки, а під час війни і як зв'язкові машини, через недостатньо налагодженої у військах системи зв'язку. Також танк надходив у роти бронеавтомобілів у складі кавалерійських та піхотних частин. Крім своїх основних завдань, порівняно потужне озброєння (це був найлегший серійний танк з 37-мм гарматою у світі, інші танки схожої маси були озброєні лише кулеметами, в найкращому випадку — 20-мм гарматами) у поєднанні з непоганою для свого класу захистом та високою прохідністю, дозволяли часом достатньо ефективно використовувати «Те-Ке» для підтримки піхоти в місцевості, недоступній для більш важких машин.
Тим не менше, «Те-Ке» в боях опинявся слабшим більшості танків противника, за винятком хіба що англійських танкеток; втім, деякі з них, озброєні 12,7-мм кулеметами, цілком могли пробити броню «Те-Ке» бронебійною кулею. Навіть проти легкого танка M3 «Стюарт» застаріла 37-мм гармата була малоефективна, тоді як бронювання «Те-Ке» здатне було захистити його повністю лише від куль гвинтівкового калібру.

### Аналоги
По масі «Те-Ке» займав проміжне положення між більшістю танкеток та легкими танками. Найбільш близькими аналогами його можна вважати британські легкі танки/танкетки Mk VI, радянський легкий танк Т-40 та французький легкий AMR 33. Всі вони, володіючи приблизно однаковим з «Те-Ке» протикулевим бронюванням, значно поступалися йому в озброєнні, на Т-40 складався з 12,7-мм кулемета або 20-мм гармати, на Mk VI з 12,7-мм кулемета, а на AMR 33 і зовсім з 7,5-мм кулемета. Проте всі вони перевершували «Те-Ке» в рухливості, хоча це і не було серйозним недоліком «Те-Ке» з урахуванням характеру місцевості на тихоокеанському театрі воєнних дій.

## Де можна побачити

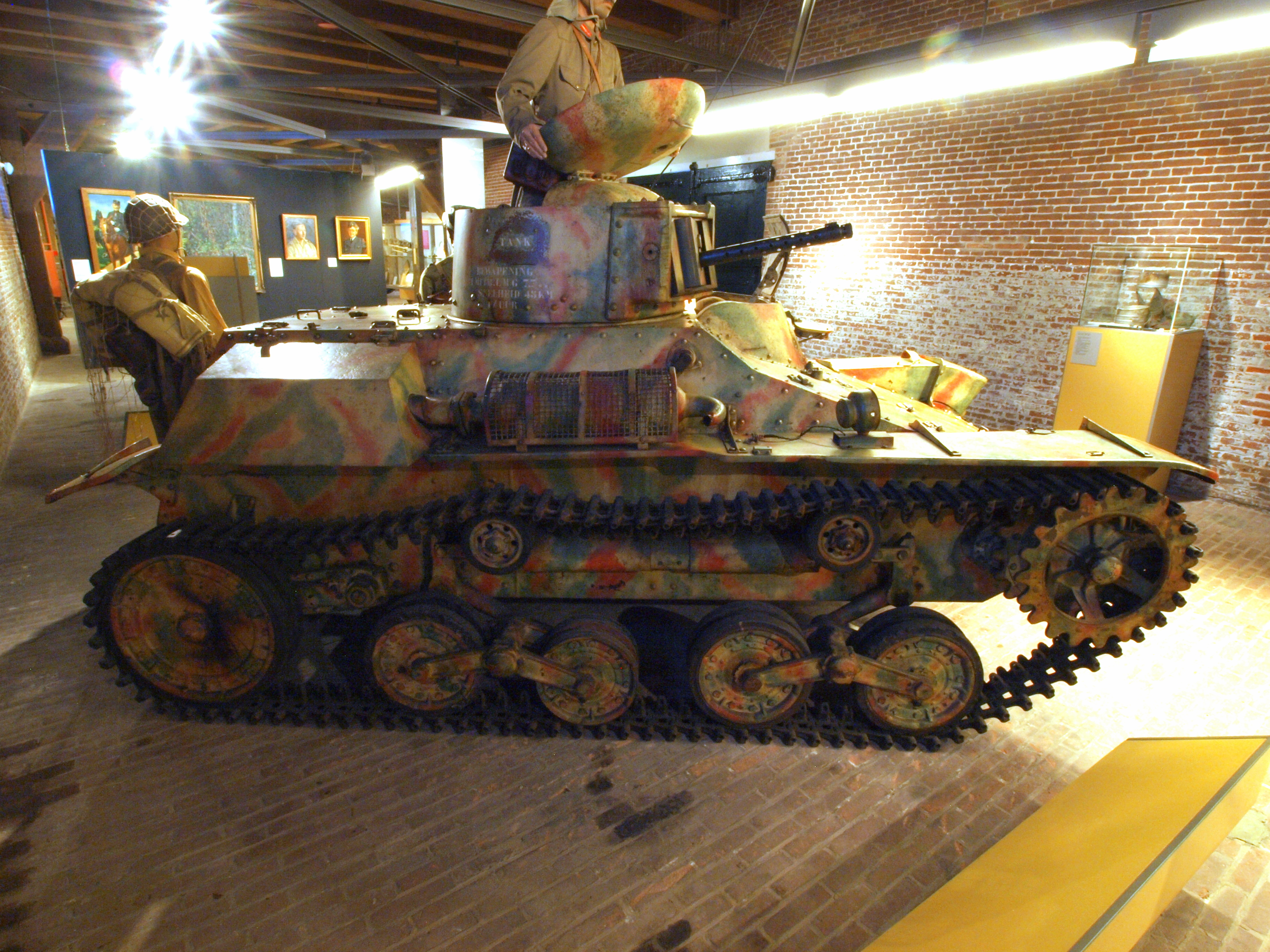
Те-Ке в голландському музеї

До нашого часу в музеях збереглося кілька примірників «Те-Ке».
- Росія — Музей бронетанкового озброєння та техніки в підмосковній Кубинці.
- Нідерланди — Музей Королівської армії в Делфті. Цей «Те-Ке» був після капітуляції Японії захоплений індонезійцями, а в 1947 р. був відбитий у них голландськими військами.
- США — музей Паттона в Форт-Нокс.
- Австралія — Мельбурнський танковий музей.
- Два «Те-Ке», на острові Чуук (Палау) та Новій Гвінеї, обидва знаходяться на відкритому повітрі і в поганому стані.